# Teresa Dobrzyńska
Teresa Janina Dobrzyńska-Janusz (ur. 10 października 1943 w Warszawie) – polska językoznawczyni i teoretyczka literatury, specjalistka w zakresie lingwistyki tekstu, stylistyki oraz teorii metafory. Kierowniczka Pracowni Poetyki Teoretycznej w Polskiej Akademii Nauk, wykładowczyni na Wydziale Reżyserii i Wydziale Wiedzy o Teatrze Akademii Teatralnej w Warszawie.

## Życiorys
Jest córką Zbigniewa Godlewskiego i Ireny, z d. Bartkowiak. Uczyła się w XII Liceum Ogólnokształcącym w Warszawie, od 1961 studiowała polonistykę na Uniwersytecie Warszawskim. Po ukończeniu studiów w 1967, otrzymała stypendium w IBL PAN, od 1969 była tam zatrudniona, w Pracowni Poetyki Lingwistycznej, następnie Pracowni Poetyki Teoretycznej i Języka Literackiego. W 1974 obroniła pracę doktorską Delimitacja tekstu literackiego napisaną pod kierunkiem Marii Renaty Mayenowej, w 1983 habilitowała się na podstawie pracy Metafora. W 1986 została zatrudniona na stanowisku docenta, w 1992 otrzymała tytuł profesora. W 1993 została kierowniczką Pracowni Poetyki Teoretycznej i Języka Literackiego IBL PAN.
Wykładała także w Wyższej Szkole Pedagogicznej w Siedlcach (1981–1985 i 1988–1990) i od 1988 w Państwowej Wyższej Szkole Teatralnej w Warszawie.
Jej pierwszym mężem był dyrygent Jerzy  Dobrzyński (od 1964), drugim Kazimierz Janusz (poślubiony w 1984).

## Twórczość
- Delimitacja tekstu literackiego, 1974.
- Metafora, 1984.
- Mówiąc przenośnie...Studia o metaforze, 1994.
- Tekst. Próba syntezy, 1993.
- Tekst - styl - poetyka, 2003.